# Givors
Givors is een gemeente in de Franse Métropole de Lyon (regio Auvergne-Rhône-Alpes). De plaats maakt deel uit van het arrondissement Lyon. Givors telde op 1 januari 2022 20.943 inwoners.
De gemeente ligt aan de Rhône en heeft een industrieel verleden.

## Geschiedenis

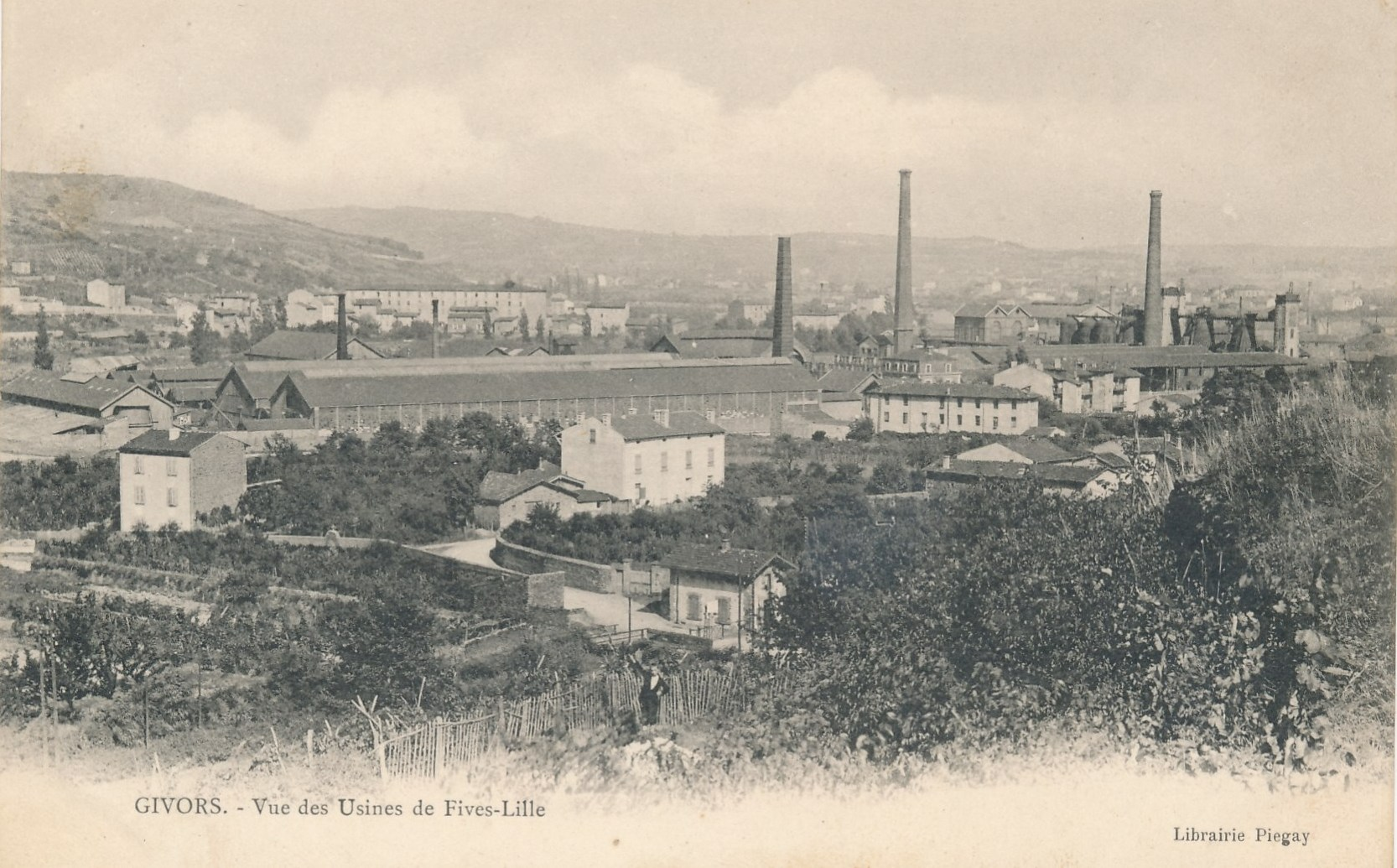
Fabrieken van Fivez-Lille in Givors, rond 1910

Rond 1050 werd een houten kasteel gebouwd op de heuvel Saint-Gérald door de heer van Montagny. In de 12e eeuw liet Renaud de Forez, aartsbisschop Lyon, op deze plaats een nieuw, stenen kasteel bouwen. Dit kasteel werd vernield in de 16e eeuw tijdens de Hugenotenoorlogen.
Givors was in het verleden een belangrijke rivierhaven bij de samenvloeiing van de Gier en de Rhône. Vanuit die haven werd steenkool uit het steenkoolbekken van Loire verscheept op de Rhône. Deze steenkool werd eerst aangevoerd met muilezels. In 1780 werd hiervoor een kanaal tussen Givors en Rive-de-Gier geopend, het Canal de Givors. Via dit kanaal werd in 1827 300.000 ton steenkool vervoerd. Al in de 18e eeuw kwam er industrie (productie van houtskool en glas, met de Verrerie royale de Givors in 1749) en Givors werd al vroeg in de 19e eeuw een spoorwegknooppunt. Vanaf 1830 werd een nieuwe haven gegraven bij het treinstation, de Gare d'eau. De glasindustrie breidde uit en daarbij kwamen firma's als Prénat (hoogovens) en Fivez-Lille (metaalnijverheid). In 1910 stelde de glasindustrie 600 mensen te werk en de hoogovens 1.500 mensen.
In de jaren 1970 werd de wijk Vieux-Givors afgebroken. Tussen 1976 en 1982 werd de nieuwbouwwijk Les Étoiles met modernistische hoogbouw opgetrokken.
De hoogovens sloten in de jaren 1960 en Fives-Lille Babcock sloot haar fabriek in Givors in 1980. Na allerlei overnames en herstructureringen sloot de laatste glasfabriek in Givors de deuren in 2003. 468 mensen verloren toen hun baan.

## Geografie
De oppervlakte van Givors bedroeg op 1 januari 2022 17,34 vierkante kilometer; de bevolkingsdichtheid was toen 1.207,8 inwoners per km². De plaats ligt op de linkeroever van de Rhône, in de vallei van de Gier.

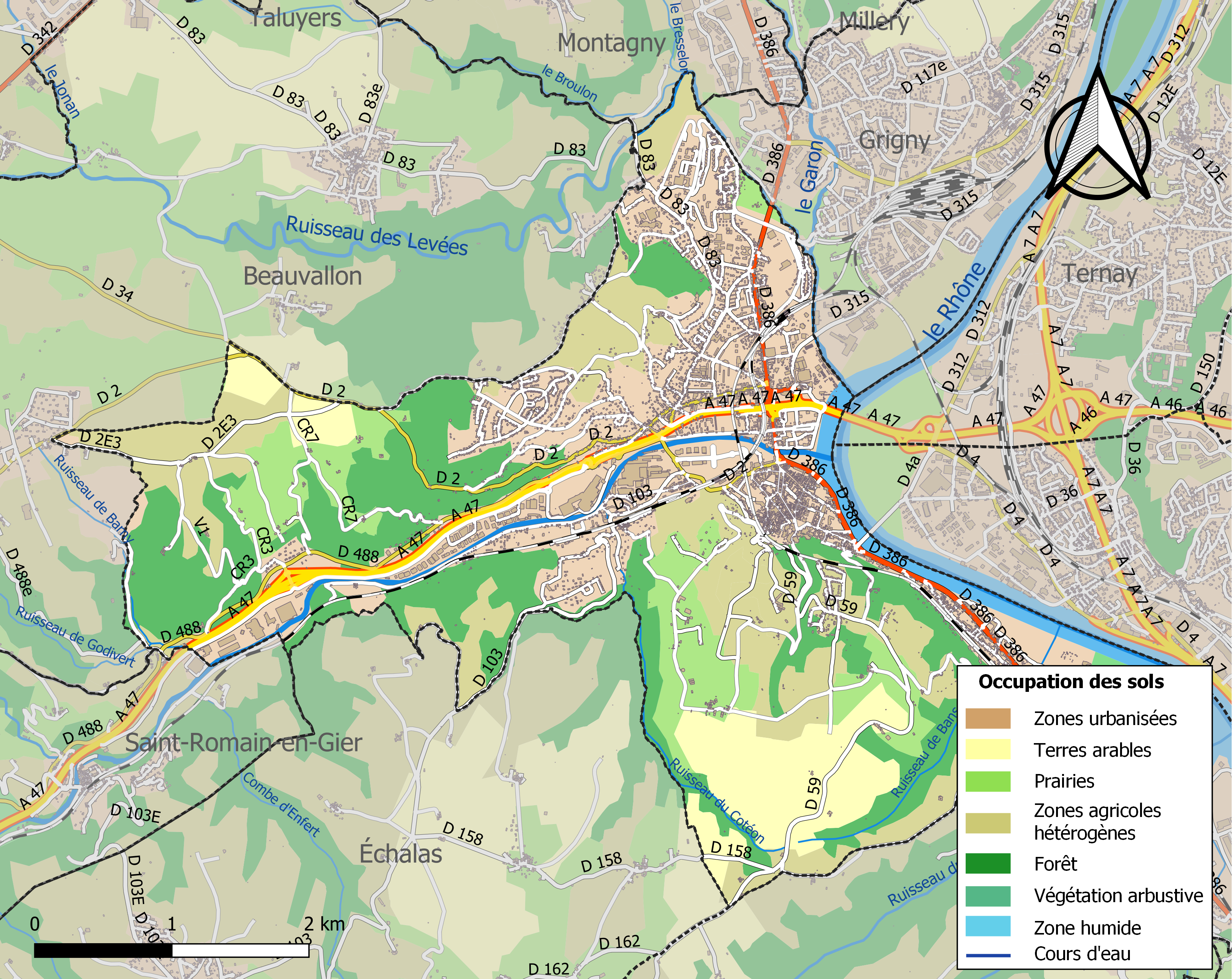
Kaart van de gemeente met de belangrijkste infrastructuur, bodemgebruik en omliggende gemeenten

## Transport

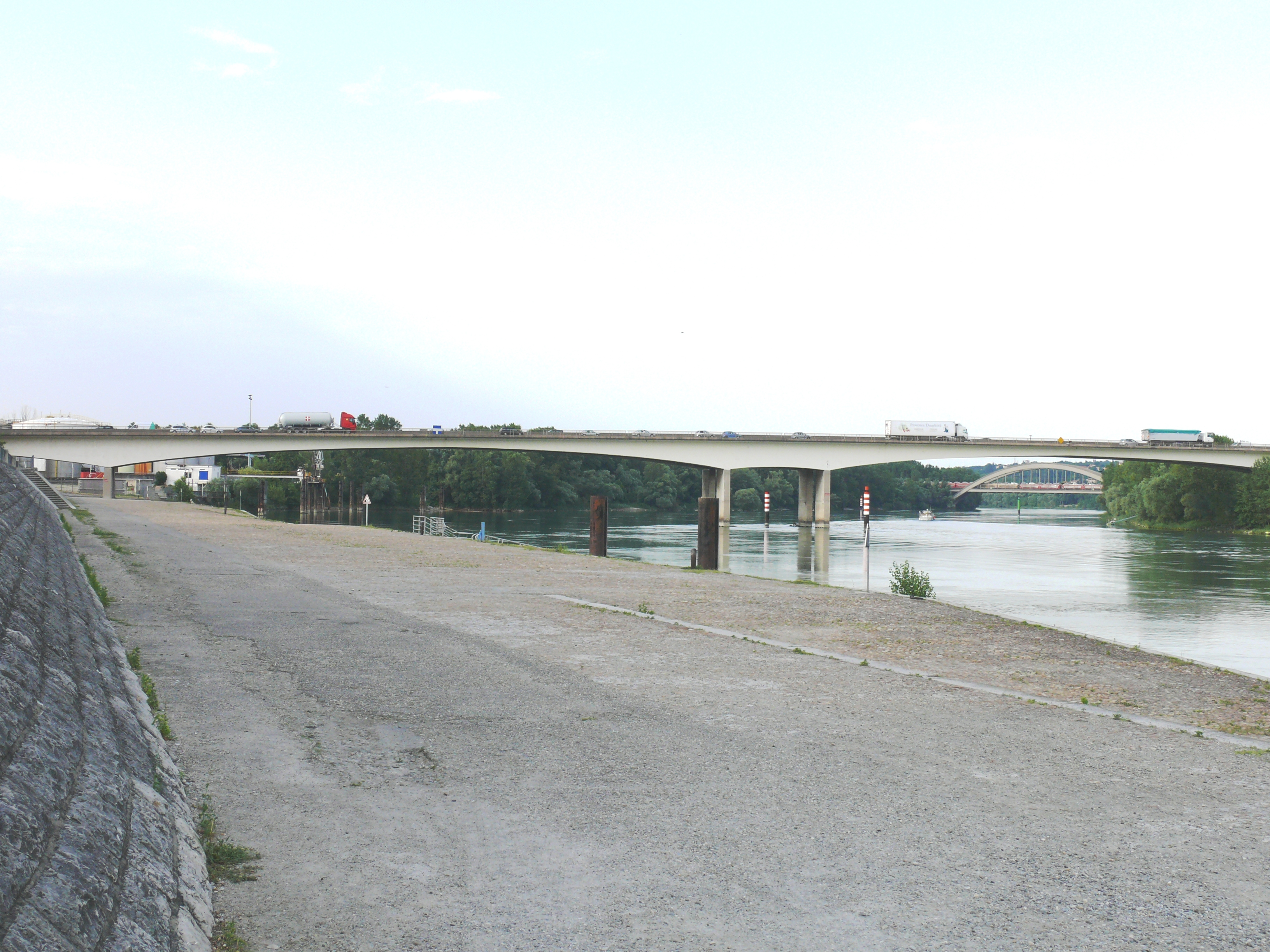
Snelwegbrug over de Rhône

De eerste spoorlijn met stoomtractie in Frankrijk, Saint-Etienne - Givors - Lyon is in 1832 geopend. Al in 1830 reden de eerste met steenkool geladen goederenwagens tussen La Grand-Croix en Givors, voortbewogen met de zwaartekracht. De lege wagens werden door paarden teruggetrokken naar La Grand-Croix, dit om het monopolie van het kanaal van Givors te bestrijden. Givors ontwikkelde zich tot een belangrijk spoorwegknooppunt en heeft twee spoorstations bediend door de TER Rhône-Alpes-reizigerstreinen, Givors-Ville en Givors-Canal.
De stad wordt daarnaast bediend door de departementale Rhône-buslijn 101, Lyon-Vienne, drie lokale buslijnen, 80, 81 en 83, en buurtbus R3 geëxploiteerd door het stadsvervoerbedrijf van de stad Lyon, de Transports en Commun Lyonnais (TCL). Buslijn 82 rijdt door naar Saint-Genis, een voorstad van Lyon, vanwaar er aansluitingen op andere TCL-buslijnen. Givors en Grigny vormen een tarief-eiland waar de TCL-tarieven van de stad Lyon worden toegepast. De doorgaande buslijn 82 rijdt wel buiten de TCL-tariefzone maar heeft daar geen haltes.
De autosnelweg A47 loopt door de gemeente. Deze werd geopend in 1970 en volgt grotendeels het parcours van het vroegere kanaal tussen Givors en Rive-de-Gier, dat gedempt werd.

## Demografie
Rond 1700 telde Givors ongeveer 1000 inwoners. Na de komst van de spoorweg in 1830 groeide de bevolking exponentieel. De industrie trok veel arbeidsmigranten aan: tot 1910 vooral uit het omliggende platteland en uit de grote steden van het zuidoosten van Frankrijk, tussen 1911 en 1950 vooral uit Zuid-Italië en Spanje, tussen 1951 en 1980 vooral uit Noord-Afrika.
Onderstaande figuur toont het verloop van het inwonertal (bron: INSEE-tellingen).

## Bezienswaardigheden
Verspreid over de stad staan verschillende standbeelden van Georges Salendre (1890-1985). Bezienswaardigheden in de gemeente zijn:
- Kerk Saint-Nicolas (1820 en verbouwd tussen 1891 en 1893 onder leiding van Joseph Etienne Malaval). De kerk bezit 17 monumentale, 19e-eeuwse glasramen, schilderijen uit de 17e en 18e eeuw en een orgel van de firma Merklin uit 1865.[6]
- Musée de la résistance et de la déportation
- Schoorsteen van de voormalige glasfabriek

## Geboren
- Anthony Lopes (1990), Portugees-Frans voetballer

## Referentie
1. 1 2  Populations de référence 2022.
2. ↑  (fr) Sites et monuments. givors.fr. Gearchiveerd op 20 april 2023. Geraadpleegd op 20 april 2023.
3. ↑  (fr) Yves Chapuis, Givors d’un siècle à l’autre. Gearchiveerd op 20 april 2023. Geraadpleegd op 20 april 2023.
4. ↑  Op de TCL-kaart aangeduid als RESA GO+ met een gebiedsaanduiding tussen de begraafplaats en het station Givors-Ville
5. ↑  (fr) Givors, place forte de la Révolution industrielle. givors.fr. Gearchiveerd op 20 april 2023. Geraadpleegd op 20 april 2023.
6. ↑  (fr) Restauration de l’église Saint-Nicolas. givors.fr. Gearchiveerd op 20 april 2023. Geraadpleegd op 20 april 2023.

Albigny-sur-Saône · Bron · Cailloux-sur-Fontaines · Caluire-et-Cuire · Champagne-au-Mont-d'Or · Charbonnières-les-Bains · Charly · Chassieu · Collonges-au-Mont-d'Or · Corbas · Couzon-au-Mont-d'Or · Craponne · Curis-au-Mont-d'Or · Dardilly · Décines-Charpieu · Écully · Feyzin · Fleurieu-sur-Saône · Fontaines-Saint-Martin · Fontaines-sur-Saône · Francheville · Genay · Givors · Grigny · Irigny · Jonage · Limonest · Lissieu · Lyon · Marcy-l'Étoile · Meyzieu · Mions · Montanay · La Mulatière · Neuville-sur-Saône · Oullins-Pierre-Bénite · Poleymieux-au-Mont-d'Or · Quincieux · Rillieux-la-Pape · Rochetaillée-sur-Saône · Saint-Cyr-au-Mont-d'Or · Saint-Didier-au-Mont-d'Or · Sainte-Foy-lès-Lyon · Saint-Fons · Saint-Genis-Laval · Saint-Genis-les-Ollières · Saint-Germain-au-Mont-d'Or · Saint-Priest · Saint-Romain-au-Mont-d'Or  · Sathonay-Camp · Sathonay-Village · Solaize · Tassin-la-Demi-Lune · La Tour-de-Salvagny · Vaulx-en-Velin · Vénissieux · Vernaison · Villeurbanne